# Крепость Шонтэй
Крепость Шонтэ́й (вьет. Thành cổ Sơn Tây) — крепость в городе Шонтэй, входящем в состав города Ханой во Вьетнаме. Является одной из наиболее хорошо сохранившихся вьетнамских крепостей.

## История
Построена в 1822 году при императоре Минь Манге из династии Нгуен. Во второй половине XIX века стала одним из центров сопротивления колониальному захвату страны Францией. К началу второй Тонкинской кампании (1883—1886) здесь располагалась крупная группировка китайского движения «Чёрных флагов» под командованием Лю Юнфу, а также отряды вьетнамской и китайской армии, создававшие угрозу оккупированному французами Ханою. 16 декабря 1883 года была взята штурмом 6-тысячным отрядом адмирала Курбе. В 1924 году по указанию генерал-губернатора Французского Индокитая Мерлэна включена в список исторических памятников Тонкина. В декабре 1946 года в крепости состоялось одно из заседаний правительства Демократической Республики Вьетнам. В 1994 году признана Министерством культуры и информации СРВ государственным памятником архитектуры.

## Архитектура и современное состояние

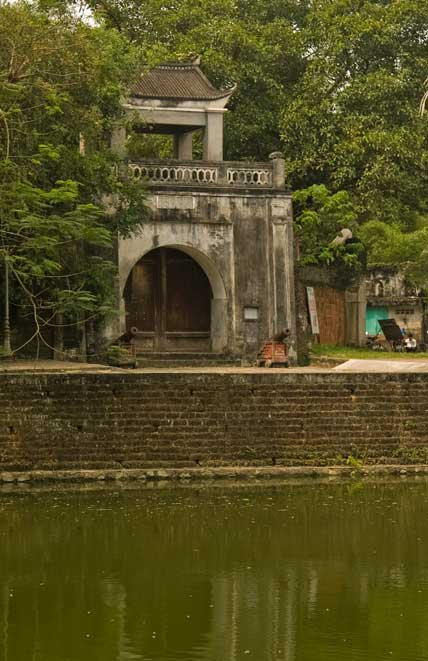
Северные ворота

Крепость построена по системе Вобана, в плане представляет квадрат с длиной стороны около 400 метров, охватывающий пространство в 16 га. Первоначальная высота стен составляла около 5 метров. Стены строились из камня, с внешней стороны облицовывались местной разновидностью кирпича, имели бойницы для огнестрельного оружия и орудий. В центре каждой из стен располагаются ворота: главные Южные («Передние» или «Кыа Тьен», вьет. Cửa Tiền) и Северные («Задние» или «Кыа хау», вьет. Cửa Hậu) и вспомогательные Западные («Правые» или «Кыа хыу», вьет. Cửa Hữu, именно они стали главным направлением штурма в декабре 1883 года) и Восточные («Левые» или «Кыа та», вьет. Cửa Tả).
В настоящее время Северные ворота полностью восстановлены вместе с прилегающим участком стены, Западные и Южные ворота сохранили общую форму за исключением башенок второго яруса, Восточные ворота разрушены. Вход в крепость сейчас осуществляется только через Северные и Южные ворота. От стены (за исключением восстановленного участка) на всем её протяжении сохранился лишь цокольный ярус.

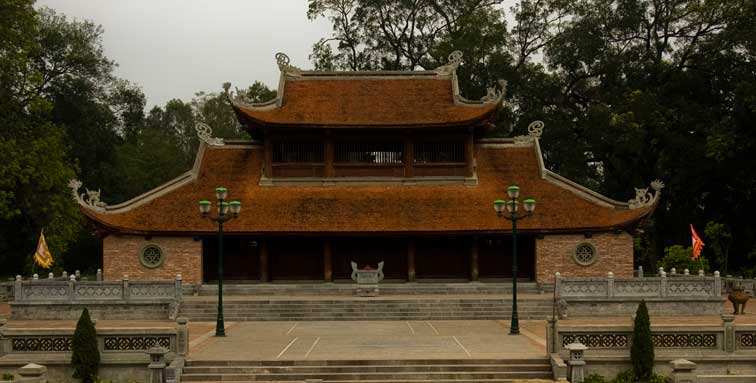
Дворец губернатора

Внутри крепости оригинальных построек не сохранилось. В последнее время восстановлены традиционная для крупных вьетнамских городов Флаговая башня высотой 18 метров, дворец губернатора, два пруда. Кроме того, раньше здесь находился дворец Киньтхиен, служивший императорам временной резиденцией во время поездок по северу страны.
Снаружи крепость окружена рвом глубиной 3 метра, шириной до 20 метров, общей протяжённостью 1795 метров, с юго-запада наполняемого рекой Титьзянг. Оба откоса рва, как и стены, облицованы кирпичом. Через ров были переброшены четыре моста, ведущих к четырем воротам, однако до настоящего времени сохранились лишь два, Северный и Южный.
Во время Тонкинской кампании крепость также имела круглый пояс земляных укреплений неправильной ромбовидной формы с пятью воротами, а также земляной вал, связывавший её с укреплением Фуша на берегу Красной реки.